# TV4 Fakta XL
TV4 Fakta XL var en faktakanal som hade premiär den 13 augusti 2012. Kanalen ägdes av TV4-gruppen och var en systerkanal till TV4 Fakta. Kanalen sände program om världen, människan och tekniken. Många av programmen köptes från bland annat Storbritannien, Australien, Kanada, Frankrike och Danmark. Program och filmer producerade i Sverige stod för ungefär 10 procent av utbudet år 2012.
I samband med lanseringen av TV4 Fakta XL lades TV4 Science Fiction ned.
Kanalen upphörde med sina sändningar den 30 september 2017. Samma datum upphörde även kanalen TV4 Komedi med sina sändningar.